# Газета объявлений
Газета (бесплатных) объявлений (газета «спроса и предложения», ГСП) — газета, специализирующаяся на публикации коротких объявлений о продаже или покупке товаров, предоставлении услуг, обмене квартир, находках, потерях и т. д. 

## История
Идея создать место, где люди могли бы в своих спросах и предложениях найти друг друга, стара. Насколько известно, ещё Мише́ль де Монте́нь писал в 1580 г:
«Было бы хорошо, если бы в городах были устроены определённые места, в которые могли бы обращаться все, кто в чём-то срочно нуждается, и чтобы там специальный служащий регистрировал их потребности. Например: „Я хочу продать жемчуг“ или „Я хочу купить жемчуг“. Очевидно, такое средство для обмена информацией значительно облегчило бы отношения между людьми, ибо постоянно возникают ситуации, в которых люди ищут друг друга, но, поскольку они не слышат голоса друг друга, остаются одни в их в высшей степени неприятном положении».
В 1625 г. французский врач Теофраст Ренодо открыл в Париже такое бюро спроса и предложения, а в 1633 г. первым в мире стал издавать ГСП. Он собирал рукописные желания и предложения жителей и печатал их.
В 1637 г. подобные бюро и газета появились в Лондоне.
Газеты объявлений (газеты «спроса и предложения») в Германии достигли наибольшего расцвета в XVIII веке и пришли в упадок к середине XIX века.
Первая газета б/о «Buy&Sell» была выпущена Майклом Эбботом в канадском городе Ванкувер в 1971 году. Через несколько лет эстафету подхватил Лос-Анджелес, затем все крупные города Америки. 
По другой версии, первая газета б/о, «Pennysaver», была выпущена в 1948 году в штате Огайо.
Первый номер европейской газеты бесплатных объявлений — «Secondomano» — появился весной 1977 года в Милане. Имя её создателя — Франко Джуффрида. Уже через полгода после своего появления газета превратилась в толстый еженедельник, распространявшийся в крупнейших городах Италии.
Газеты быстро распространились по Европе, а в начале 90-х эта волна докатилась и до России. Первая российская газета б/о (1990) называлась «Атолл», выходила в Москве и Санкт-Петербурге, распространялась по западу России и Поволжью.

## Функционирование
Объявления могут приниматься по телефону, через Интернет или на специальном бланке — купоне. Купон обычно публикуется в самой газете, но может распространяться и отдельно от неё. Заполненный купон присылается на адрес редакции газеты по почте или передаётся в редакцию лично/через сеть распространителей газеты.
Поданное объявление может быть, в зависимости от желания подавшего объявление и политики издания, опубликовано один или несколько раз, в одном издании или в группе изданий, принадлежащих одному учредителю (как, например, группа газет издательства «Домино»), а также в нескольких изданиях разных учредителей, заключивших договор об обмене объявлениями или входящих в группу газет б/о (примером подобного сотрудничества является ассоциация «Все для Вас — Союз»).

### Монетизация
Газета бесплатных объявлений финансируется за счёт продаж, за счёт рекламы и за счёт объявлений, выделяемых из общей массы — жирным шрифтом, рамочкой и т. п., которые публикуются уже на платной основе. В некоторых газетах б/о существуют рубрики посланий.
С 2005 года спрос на газеты б/о поддерживается главным образом за счёт разделов «Недвижимость» и «Автотранспорт», поскольку всё большее число людей предпочитает покупать новые вещи.
Решающие изменения в эту сферу бизнеса с начала 2000-х внёс широкодоступный Интернет.

## Значение для историков
ГСП являются ценным источником информации, среди прочего:
- о ценах;
- о менявшейся относительной ценности некоторых вещей (например кофе, табака и чая, которые в XVIII веке были очень дорогими);
- об исчезнувших общественных отношениях, например о продаже крепостных или о том, что кухарки и прислуга убегали от своих господ, так как работа и обращение с ними были слишком тяжёлыми;
- об обнародованиях всех общественных учреждений: госорганов, муниципальных органов, церкви, судов, нотариусов, аукционов;
- о целях приезда и происхождении чужеземцев, посещавших города. ГСП дают информацию о растущей роли третьего сословия (напр. торговцев) и показывают бывшие экономические связи регионов;
- о статистике населения: они, наряду с церковными книгами, являются для нас источником информации о рождениях, смертях, браках. С середины XVIII в. в ГСП стали появляться первые брачные объявления[5];
- о театральной жизни;
- о всех новых печатных издания, в том числе и книгах: все книготорговцы и издатели помещали объявления о своих новых поступлениях.

В некоторых газетах б/о в 1992-2008гг. существовали рубрики посланий - коротких текстов, аналогичных современным твитам или СМС. Современным аналогом рубрики посланий можно считать башорг. Большое количество газет с рубриками посланий породило в середине 90-х феномен сорокомании, названный так в честь газеты «Сорока» (Санкт-Петербург).